# Список капітанів збірної Італії з футболу

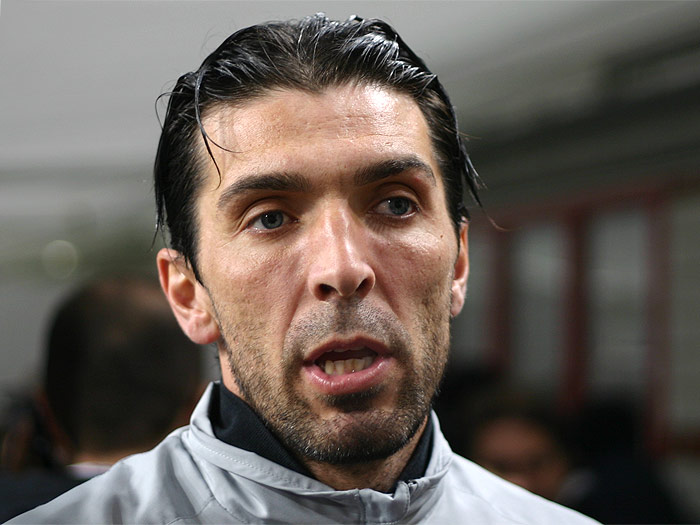
Джанлуїджі Буффон, рекордсмен італійської збірної за кількістю матчів з капітанською пов'язкою.

Список капітанів збірної Італії з футболу. До списку включені гравці, які відіграли щонайменше 10 матчів за збірну у капітанському статусі.
Дані наведені станом на 1 липня 2024 року.
Жирним шрифтом позначені гравці, які продовжують активну ігрову кар’єру.
| №  | Гравець               | Матчів | Голів | Капітан | Роки      |
| -- | --------------------- | ------ | ----- | ------- | --------- |
| 1  | Джанлуїджі Буффон     | 176    | 0     | 80      | 1997–2018 |
| 2  | Фабіо Каннаваро       | 136    | 2     | 79      | 1997–2010 |
| 3  | Паоло Мальдіні        | 126    | 7     | 74      | 1988–2002 |
| 4  | Джачінто Факкетті     | 94     | 3     | 70      | 1963–1977 |
| 5  | Діно Дзофф            | 112    | 0     | 59      | 1968–1983 |
| 6  | Джузеппе Бергомі      | 81     | 6     | 33      | 1982–1998 |
| 7  | Франко Барезі         | 82     | 1     | 31      | 1982–1994 |
| 8  | Адольфо Балонч'єрі    | 47     | 25    | 27      | 1920–1930 |
| 9  | Леонардо Бонуччі      | 116    | 8     | 26      | 2004–2023 |
| 9  | Ренцо Де Веккі        | 43     | 0     | 26      | 1910–1925 |
| 11 | Джамп’єро Боніперті   | 38     | 7     | 24      | 1947–1960 |
| 12 | Джорджо К'єлліні      | 117    | 8     | 22      | 2010–2022 |
| 13 | Джузеппе Меацца       | 53     | 33    | 17      | 1930–1939 |
| 13 | Сандро Сальвадоре     | 36     | 2     | 17      | 1960–1970 |
| 15 | Умберто Калігаріс     | 59     | 0     | 16      | 1922–1934 |
| 16 | Джанлуїджі Доннарумма | 62     | 0     | 13      | 2016–     |
| 17 | Джузеппе Мілано       | 11     | 0     | 11      | 1911–1914 |
| 18 | Гаетано Ширеа         | 78     | 2     | 10      | 1975–1986 |
| 18 | Антоніо Кабріні       | 73     | 9     | 10      | 1978–1987 |